# بيوتر خاموكوف
بيوتر خاموكوف (بالروسية: Хамуков, Пётр Мухамедович)‏ (مواليد 15 يوليو 1991) هو ملاكم روسي، مثّل بلاده في الألعاب الأولمبية الصيفية 2016.

## روابط خارجية
بيوتر خاموكوف على موقع بوكس ريك (الإنجليزية) (registration required)
- بيوتر خاموكوف على موقع اللجنة الأولمبية الدولية (الإنجليزية)
- بيوتر خاموكوف على موقع أوليمبيديا (الإنجليزية)